# Zaproć
Zaproć (Oreopteris) – rodzaj paproci z rodziny zachylnikowatych. W niektórych systemach klasyfikacyjnych włączany jest do szeroko ujmowanego rodzaju zachylnik Thelypteris. Wyodrębniany obejmuje trzy gatunki. Zaproć górska O. limbosperma występuje na rozległym obszarze Europy, w tym także w Polsce, O. elwesii w Azji Sikkimie i w chińskim Junnanie, a O. quelpartensis w pasie wysp i wybrzeży wokół północnego Pacyfiku, od Japonii i Korei po stan Waszyngton w Stanach Zjednoczonych. Paprocie te rosną zwykle w miejscach niezacienionych lub słabo ocienionych, wilgotnych, ale niezabagnionych.

## Morfologia
PokrójŚrednich rozmiarów paprocie naziemne z krótkim, prosto wzniesionym lub podnoszącym się kłączem.
LiścieZ krótkimi ogonkami barwy ciemnosłomkowej, pokryte brązowymi, błoniastymi łuskami, u nasady ogonka gęstymi, wyżej coraz luźniejszymi (jednak u O. elwesii łusek brak, obecne są rzadkie włoski). Blaszki liściowe w ogólnym zarysie lancetowate, zwężające się ku nasadzie i wierzchołkowi. Blaszki podzielone symetrycznie pierzasto na odcinki, najdłuższe w środkowej części liścia. Odcinki pierwszego rzędu pierzasto wcinane niemal do nasady (u O. elwesii wcięcia nie sięgają do osi odcinka). Wiązki przewodzące w blaszce rozwidlają się lub są pojedyncze i sięgają brzegu blaszki.
ZarodnieZebrane w zaokrąglone kupki tworzące się nieco powyżej połowy długości wiązek przewodzących w obrębie poszczególnych odcinków II rzędu. Zawijki zaokrąglone do nerkowatych, z reguły z ogruczoloną krawędzią.

## Systematyka
Rodzaj wyróżniany jest w systemach klasyfikacyjnych dzielących rodzinę zachylnikowatych Thelipteridaceae na liczne rodzaje, w tym ujęty jest np. w systemie PPG I z 2016, jako jeden z 30 rodzajów w obrębie tej rodziny. W systemach dzielących Thelipteridaceae na tylko kilka szeroko ujmowanych rodzajów, gatunki tu zaliczane są włączane do rodzaju zachylnik Thelypteris. Podobnie do szeroko ujmowanego rodzaju Thelypteris zaliczane są też one w systemach włączających Thelipteridaceae do zachylnikowatych Aspleniaceae.
W każdym wypadku wszystkie trzy klasyfikowane tu gatunki tworzą monofiletyczną grupę. Na ich podobieństwa i najwyraźniej bliskie pokrewieństwo pierwszy zwrócił uwagę R.C. Ching w 1963, a rodzaj ostatecznie opisał Holub w 1969.
Wykaz gatunków
Na pierwszym miejscu wymieniona jest nazwa naukowa w ujęciu wyróżniającym rodzaj, na drugim podana jest nazwa gatunku w ujęciu włączającym tę grupę do rodzaju zachylnik Thelypteris
- Oreopteris elwesii (Hooker & Baker) Holttum ≡ Thelypteris elwesii (Baker) Ching
- Oreopteris limbosperma (Bellardi ex All.) Holub ≡ Thelypteris limbosperma (Bellardi ex All.) H. P. Fuchs. – zaproć górska[5], zachylnik górski[8]
- Oreopteris quelpartensis (Christ) Holub ≡ Thelypteris quelpartensis (Christ) Ching